# Przysłona automatyczna
Przysłona automatyczna – rodzaj przysłony fotograficznej stosowanej w lustrzankach jednoobiektywowych, która pozostaje otwarta podczas obserwacji kadru przez wizjer aparatu, a przymyka się do nastawionej wartości liczby przysłony samoczynnie, w chwili podniesienia lustra aparatu, tuż przed wyzwoleniem migawki.